# Episodi di Walker Texas Ranger (prima stagione)
La prima stagione della serie televisiva Walker Texas Ranger, composta da 4 episodi, è stata trasmessa in prima visione negli Stati Uniti sul canale CBS dal 21 al 24 aprile 1993.
Invece in Italia la prima stagione è stata trasmessa insieme alla seconda stagione in chiaro su Canale 5: la prima è stata trasmessa dal 16 al 23 gennaio 1996 in prima serata.
In questa stagione vengono introdotti i personaggi, e si pone l'accento in particolare sul rapporto tra Cordell Walker e il suo nuovo collega James Trivette. Personaggi rilevanti di questa prima stagione sono Gailard Sartain, nei panni di C.D. Parker, successivamente interpretato da Noble Willingham, e James Drury nel ruolo del capitano Tom Price, che uscirà di scena dopo l'episodio L'ombra del dragone (la sua uscita non è spiegata).
| nº | Titolo originale                 | Titolo italiano            | Prima TV USA   | Prima TV Italia |
| -- | -------------------------------- | -------------------------- | -------------- | --------------- |
| 1  | One Riot, One Ranger: Part 1 & 2 | Colpo grosso a Fort Worth  | 21 aprile 1993 | 16 gennaio 1996 |
| 2  | One Riot, One Ranger: Part 1 & 2 | Colpo grosso a Fort Worth  | 21 aprile 1993 | 16 gennaio 1996 |
| 3  | Borderline                       | La vendetta dello sceriffo | 24 aprile 1993 | 23 gennaio 1996 |
| 4  | A Shadow in the Night            | L'ombra del dragone        | 1º maggio 1993 | 23 gennaio 1996 |

## Colpo grosso a Fort Worth
- Titolo originale: One Riot, One Ranger Part: 1 & 2
- Diretto da: Virgil W. Vogel
- Scritto da: Leigh Chapman

### Trama
I Texas Ranger Cordell Walker e Robert Mobley, agenti della contea di Dallas, entrano in un bar dove lottano e sconfiggono 4 criminali che avevano appena compiuto una rapina, per poi arrestarli. Walker è noto in tutto il Texas per la sua volontà di usare qualsiasi mezzo pur di far rispettare la legge. Un giorno una banda di rapinatori colpisce la Multinational Hank; l'agente Mobley precipitatosi sul posto viene ucciso a sangue freddo dal capo della banda. Il capitano Tom Price cerca di dissuadere Walker dalla sua sete di vendetta, e alla fine il Ranger si convince pur volendosi occupare personalmente del caso. Il vice-procuratore Alex Cahill, amica di Walker, riesce a distrarlo da questo brutto evento, mentre un altro amico C.D. Parker, Texas Ranger in pensione, gli presenta il suo nuovo collega James Trivette, ex giocatore di football. All'inizio i due entrano in contrasto per via dei diversi metodi d'indagine, ma dopo aver visto il collega all'opera, Walker si convince e Trivette riesce a guadagnare la sua fiducia. Nel frattempo Emil Lavocat, il capo della banda dei rapinatori carnefice di Mobley, comincia a reclutare il maggior numero di seguaci possibile per attuare il suo piano: rapinare contemporaneamente 4 delle più ricche banche di Dallas per poi fuggire in Messico. Il giorno della rapina Lavocat attua il suo piano, ma il Ranger Walker, intuito lo scopo del criminale, cerca di fermare da solo le varie rapine, venendo in seguito aiutato da tutti gli altri Ranger, compresi C.D. e Trivette, e riuscendo a sventarlo; in seguito Walker sconfigge con enorme facilità Lavocat e lo arresta.
- Altri interpreti: Marshall R. Teague (Emil Lavocat)
- Nota: questo episodio avrà un seguito che concluderà la serie con l'episodio di due parti intitolato Scontro finale.

## La vendetta dello sceriffo
- Titolo originale: Borderline
- Diretto da: Michael Vejar
- Scritto da: Robin Madden

### Trama
Baker, un ex sceriffo finito in prigione per i suoi metodi violenti, è ora in libertà e inizia a perseguitare Alex che lo aveva fatto condannare. Un suo complice difatti aggredisce la donna ed uccide uno dei suoi cavalli. Walker inizia a sorvegliare Alex a costo di interferire con la sua vita privata, in quanto lei è fidanzata; essendo inoltre impegnata in un processo, Alex rifiuta di nascondersi e di rinunciare al suo lavoro. Intanto il complice distrae Walker dicendogli di voler parlare con lui, ma all'arrivo del Ranger l'uomo è morto. Lo sceriffo riesce a rapire Alex e a portarla in una casa isolata per ucciderla. Avendo interrogato un compagno di cella del criminale, Walker e Trivette intuiscono la sua mossa ed arrivano sul posto; mentre Trivette distrae lo sceriffo, Walker lo affronta e lo sconfigge. Il processo di Alex va a buon fine e Walker le regala un nuovo cavallo al posto di quello ucciso.
- Guest Star: Leon Rippy (Baker)

## L'ombra del dragone
- Titolo originale: A Shadow in the Night
- Diretto da: Alexander Singer
- Scritto da: J. Michael Straczynski

### Trama
Un deputato che ha sposato una donna giapponese e traffica opere d'arte orientali è perseguitato dalla mafia giapponese dopo aver ucciso uno dei loro capi. Walker e Trivette ricevono l'ordine di proteggerlo, ma il politico si dimostra arrogante con loro e con sua moglie. Intanto Walker riceve la visita di Yoshi, un suo vecchio amico il cui padre aveva insegnato al Ranger le arti marziali; collegato in passato alla mafia giapponese, Yoshi giura di esserne uscito. Dopo che Walker salva il deputato da un killer, Yoshi gli rivela la verità, ossia che il politico è un criminale e lui intende ucciderlo per vendicare la morte del suo capo. Per attirare in trappola il deputato, Yoshi ne fa rapire la moglie e Walker lotta con lui cercando di convincerlo ad ottenere giustizia in tribunale anziché con la vendetta. Il deputato arriva alle loro spalle e tenta di ucciderli, ma ferisce solo Yoshi che si è gettato davanti a Walker per salvarlo. Il politico viene quindi arrestato, mentre Yoshi riesce a fuggire dall'ospedale.
- Guest Star: Danny Kamekona

- Nota: questo episodio rappresenta l'ultima apparizione nella serie per James Drury nel ruolo del capitano Tom Price e anche per Gailard Sartain nel ruolo di C.D. Parker, che verrà sostituito nella stagione successiva da Noble Willingham che lo interpreta  dall'episodio Il cacciatore di taglie.